# Попович, Павел Романович
Па́вел Рома́нович Попо́вич (укр. Павло Романович Попович; 5 октября 1930[…], Узин — 29 сентября 2009, Гурзуф, АР Крым) — советский космонавт. Лётчик-космонавт СССР. Дважды Герой Советского Союза (1962, 1974). Генерал-майор авиации.
Пилот космического корабля «Восток-4»; командир космического корабля «Союз-14», лётчик-космонавт СССР № 4. Позывной — «Беркут».
Именем Павла Романовича Поповича был назван пионерский лагерь в подмосковном Фрязино, также в нём был создан музей. Иногда Попович приезжал туда в гости к пионерам.

## Биография
Родился 5 октября 1930 года в семье кочегара Романа Порфирьевича Поповича и Феодосии Касьяновны Семёновой в украинском селе Узин. Во время Великой Отечественной войны находился на оккупированной территории. Окончил Магнитогорский индустриальный техникум профтехрезервов (ныне — Многопрофильный колледж МГТУ им. Носова) и одновременно Магнитогорский аэроклуб (1951). Затем окончил военное авиационное училище (1954), после чего служил в частях ВВС. После космического полёта окончил Военно-воздушную инженерную академию имени Жуковского, защитив диплом в январе 1968 года по теме силовой установки одноместного воздушно-космического ЛА, проект которого разработала группа слушателей-космонавтов, включавшая Гагарина и Титова.
С 1960 года в отряде космонавтов, секретарь партийной организации отряда.
Первый полёт

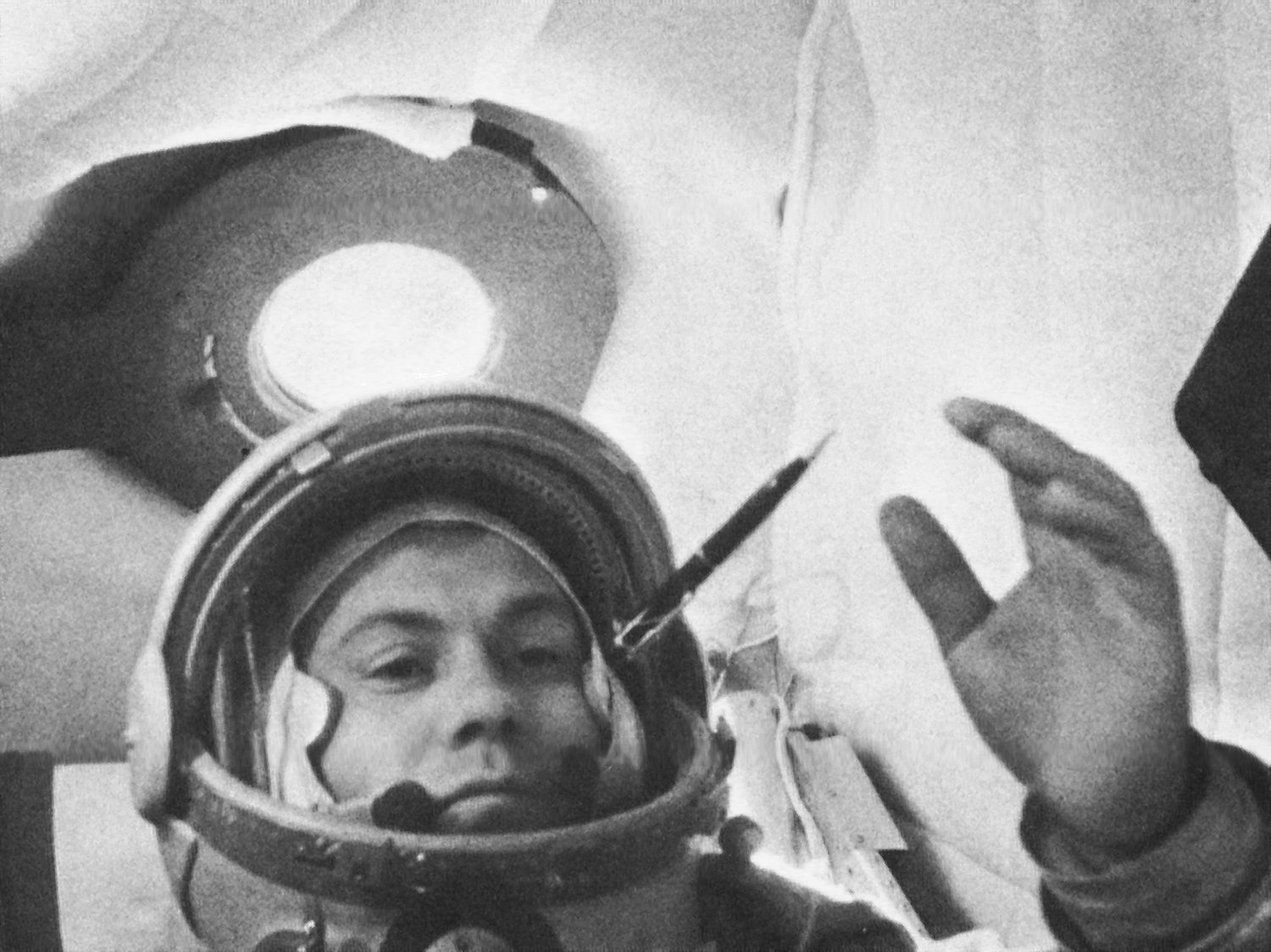
П. Р. Попович в корабле «Восток-4»

12—15 августа 1962 года совершил на корабле «Восток-4» первый в мире групповой полёт двух пилотируемых кораблей, совместно с А. Г. Николаевым, который пилотировал «Восток-3». В ходе полёта были проведены первые эксперименты по радиосвязи между экипажами двух кораблей в космосе, выполнена программа научно-технических и медико-биологических экспериментов.
Попович выполнял ориентацию корабля в пространстве с помощью системы ручного управления.
За успешное осуществление первого в мире группового космического полёта и проявленные при этом мужество и героизм Попович получил звание Героя Советского Союза.
В 1965 году Павел Попович, воспитанник Магнитогорского аэроклуба, получившего впоследствии его имя, стал первым обладателем звания «Почётный гражданин Магнитогорска».
Второй полёт
Второй полёт в космос Попович совершил 3 — 19 июля 1974 года на космическом корабле «Союз-14» как командир первого экипажа (совместно с бортинженером Ю. П. Артюхиным) к первой военной орбитальной станции программы «Алмаз». 5 июля корабль совершил стыковку со станцией «Салют-3», которая находилась на орбите с 25 июня. Совместный полёт продолжался 15 суток. Во время полёта космонавты исследовали геоморфологические объекты земной поверхности, атмосферные образования и явления, физические характеристики космического пространства, провели медико-биологические исследования по изучению влияния факторов полёта на организм человека и определение рациональных режимов работы на борту станции. 
За этот полёт Павлу Поповичу было повторно присвоено звание Героя Советского Союза (20 июля 1974).
Статистика
| # | Стартовый корабль | Старт, UTC        | Экспедиция | Корабль посадки | Посадка, UTC      | Налёт                      | Выходы в открытый космос | Время в открытом космосе |
| - | ----------------- | ----------------- | ---------- | --------------- | ----------------- | -------------------------- | ------------------------ | ------------------------ |
| 1 | Восток-4          | 12.08.1962, 08:02 | Восток-4   | Восток-4        | 15.08.1962, 06:59 | 02 суток 22 часа 57 минуты | 0                        | 0                        |
| 2 | Союз-14           | 03.07.1974, 18:51 | Салют-3    | Союз-14         | 19.07.1974, 12:21 | 15 суток 17 часов 30 минут | 0                        | 0                        |
|   |                   |                   |            |                 |                   | 18 суток 16 часов 27 минут | 0                        | 0                        |

Несостоявшиеся полёты

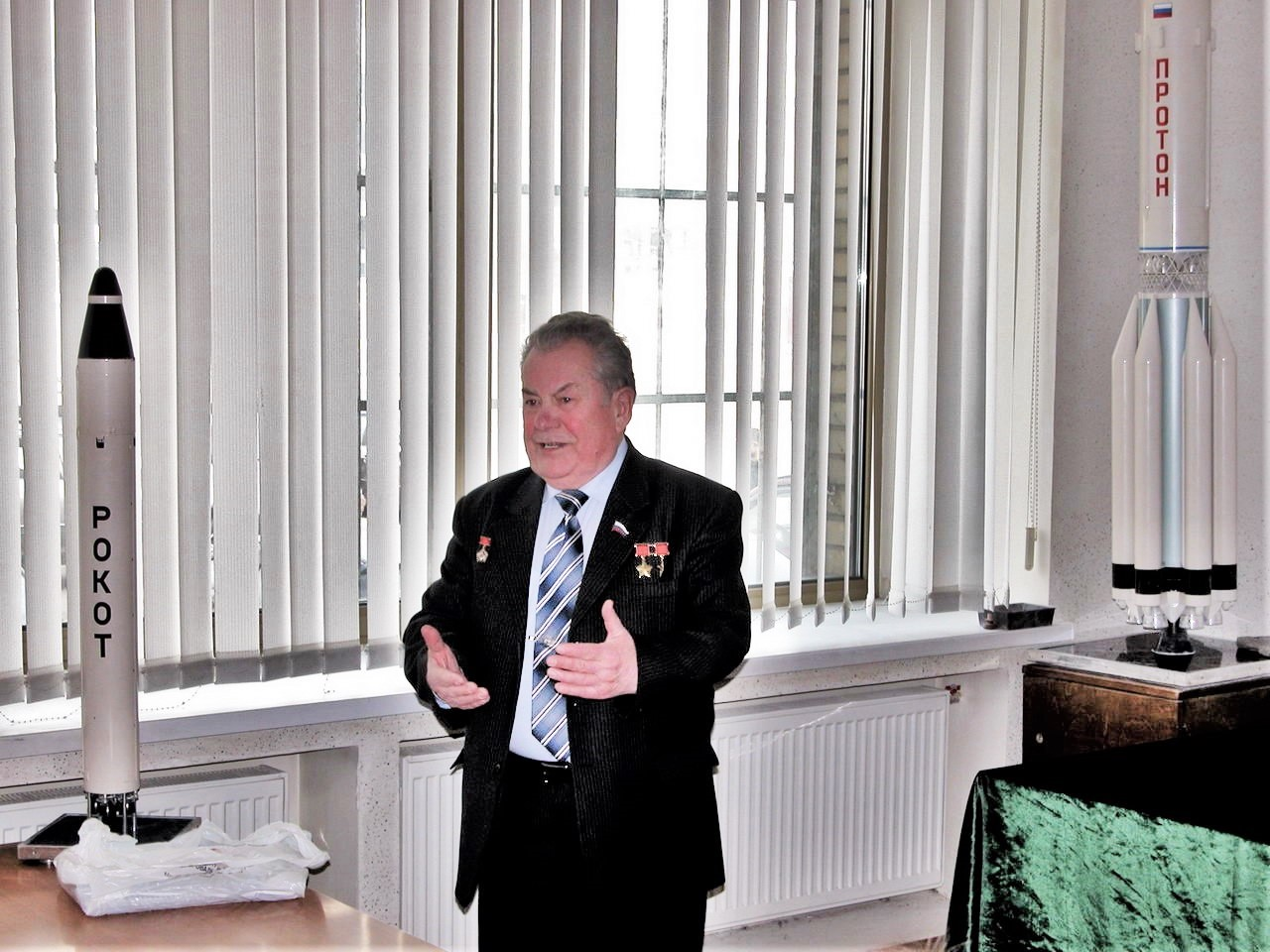
П. Р. Попович на научной конференции «Гагаринские чтения», РГТУ им. К. Э. Циолковского (2008)

Попович с нелетавшей женщиной-космонавтом Валентиной Пономарёвой должен был составить первый в мире смешанный экипаж, однако запланированный на 1965 год полёт корабля «Восход-4» с таким экипажем был изменён на полёт в 1966 году экипажа из двух женщин, который также не состоялся.
В 1965—1969 годах Попович входил в группу космонавтов, готовившихся по советским программам облёта Луны Л1/«Зонд» и посадке на неё Л3.
Полёт пилотируемого корабля «Зонд-7» по программе облёта вокруг Луны был предварительно назначен на 8 декабря 1968 года. Попович был командиром одного из трёх сформированных экипажей. Но этот (как и последующие) полёт был отменён, несмотря на то, что экипажи написали заявление в Политбюро ЦК КПСС с просьбой разрешить немедленно лететь к Луне для обеспечения приоритета СССР (американцы планировали аналогичный пилотируемый полёт на 21—27 декабря 1968 года). Дело в том, что предыдущие беспилотные полёты кораблей «Зонд» (Л1) были полностью или частично неудачными из-за неотработанности корабля и ракеты-носителя «Протон». Приоритет остался за США — «Аполлон-8» в запланированные сроки совершил пилотируемый облёт Луны.
Попович также был командиром одного из экипажей, которые должны были выполнить экспедиции на Луну с высадкой на неё командира экипажа. Эти полёты были отменены после успешной высадки американцев на Луну на «Аполлоне-11» в июле 1969 года, когда стало ясно, что СССР проиграл в «лунной гонке».
Попович в 1968 году должен был быть командиром экипажа корабля «Союз-3», с которым должен был стыковаться другой корабль «Союз-4» для второй стыковки пилотируемых кораблей. Однако первая стыковка кораблей не состоялась ввиду катастрофы корабля «Союз-1» и для отработки корабль «Союз-2» второй пары кораблей был запущен беспилотным.

Могила П. Р. Поповича на Троекуровском кладбище Москвы

Попович входил в экипаж планировавшегося на 1969 год первого полёта военно-исследовательского корабля «Союз 7К-ВИ», однако эта программа была закрыта в 1968 году.
Попович входил в экипаж планировавшегося на июнь 1973 год первого полёта на первую военную орбитальную станцию программы «Алмаз», однако ввиду неудачного начала полёта (разгерметизации) станции «Салют-2» полёт состоялся позже как «Союз-14» на следующую станцию программы.
Шесть созывов был депутатом Верховного Совета УССР.
С 1993 года — генерал-майор авиации в запасе. До сентября 2009 года Павел Романович работал председателем совета директоров Государственного института земельно-кадастровых съёмок-ВИСХАГИ (Москва).
в 2007 году снялся в клипе на песню «Космос» автора и исполнителя Павла Болоянгова.
Умер в ночь на 30 сентября 2009 года в Гурзуфе от инсульта, похоронен в Москве, на Троекуровском кладбище.

### Семья
Отец Роман Порфирьевич Попович (1905—1978) — кочегар на сахарном заводе в Узине. Мать Феодосия Касьяновна Попович (Семёнова) (1903—1969) — домохозяйка.
Сестры Мария Ткаченко (Попович) (1927), Надежда Попович (1944—1966). Братья Пётр Попович (1937) — офицер МВД запаса, Николай Попович (1946) — предприниматель.
Первая жена Попович, Марина Лаврентьевна (Васильева) (1931—2017) — лётчик-испытатель. Дочери Наталья Березная (Попович) (1956) — менеджер Московского международного банка и Оксана Попович (09.10.1968).
Вторая жена Алевтина Фёдоровна Попович (Ожегова) (1940) — экономист.

## Воинские звания
- Лейтенант (30 октября 1954 года).
- Старший лейтенант (24 апреля 1957 года).
- Капитан (30 марта 1959 года).
- Майор (5 ноября 1961 года).
- Подполковник (11 августа 1962 года).
- Полковник (30 апреля 1965 года).
- Генерал-майор авиации (5 мая 1976 года).

## Награды
- Дважды Герой Советского Союза (19 августа 1962 года, 20 июля 1974 года);
- орден «За заслуги перед Отечеством» IV степени (6 октября 2000 года) — за заслуги перед государством и многолетний плодотворный труд[15];
- орден Почёта (9 апреля 1996 года) — за заслуги перед государством, многолетнюю плодотворную деятельность в области культуры и искусства (как президент Ассоциации музеев космонавтики России)[16];
- два ордена Ленина (19 августа 1962 года, 20 июля 1974 года);
- орден Дружбы Народов (1982 год);
- орден Красной Звезды (17 июня 1961 года);
- медаль «За освоение целинных земель» (1962 года);
- медаль «За укрепление боевого содружества» (13 мая 1985 года);
- девять юбилейных медалей;
- медаль «Золотая Звезда» Героя Труда Демократическая Республика Вьетнам (15 ноября 1962 года);
- медаль «За укрепление братства по оружию» (Народная Республика Болгария);
- медаль «30 лет МВД» (НРБ);
- медаль «25 лет Народной власти» (НРБ);
- медаль «30 лет Освобождения Чехословакии» (Чехословацкая Социалистическая Республика);
- медаль «30 лет Революционных вооружённых сил» (Куба);
- орден князя Ярослава Мудрого IV степени (Украина, 1 декабря 2005 года) — за значительный личный вклад в развитие и укрепление украинско-российских отношений, содействие подъёму авторитета Украинского государства в мире[17].
- Благодарность Президента Российской Федерации (9 апреля 1996 года) — за большой личный вклад в развитие отечественной космонавтики[18].

## Звания
- Почётный доктор Московского государственного университета леса (1998)[19]
- Почётный гражданин городов:
  - Байконур (1976)[20];
  - Белая Церковь;
  - Гурьев;
  - Запорожье;
  - Калуга (1962, 1964; дважды);
  - Ковров;
  - Магнитогорск (1965);
  - Полтава;
  - Тырговиште (Болгария);
  - Южно-Сахалинск.

### Спортивные звания
- Заслуженный мастер спорта СССР (1962).

## Память

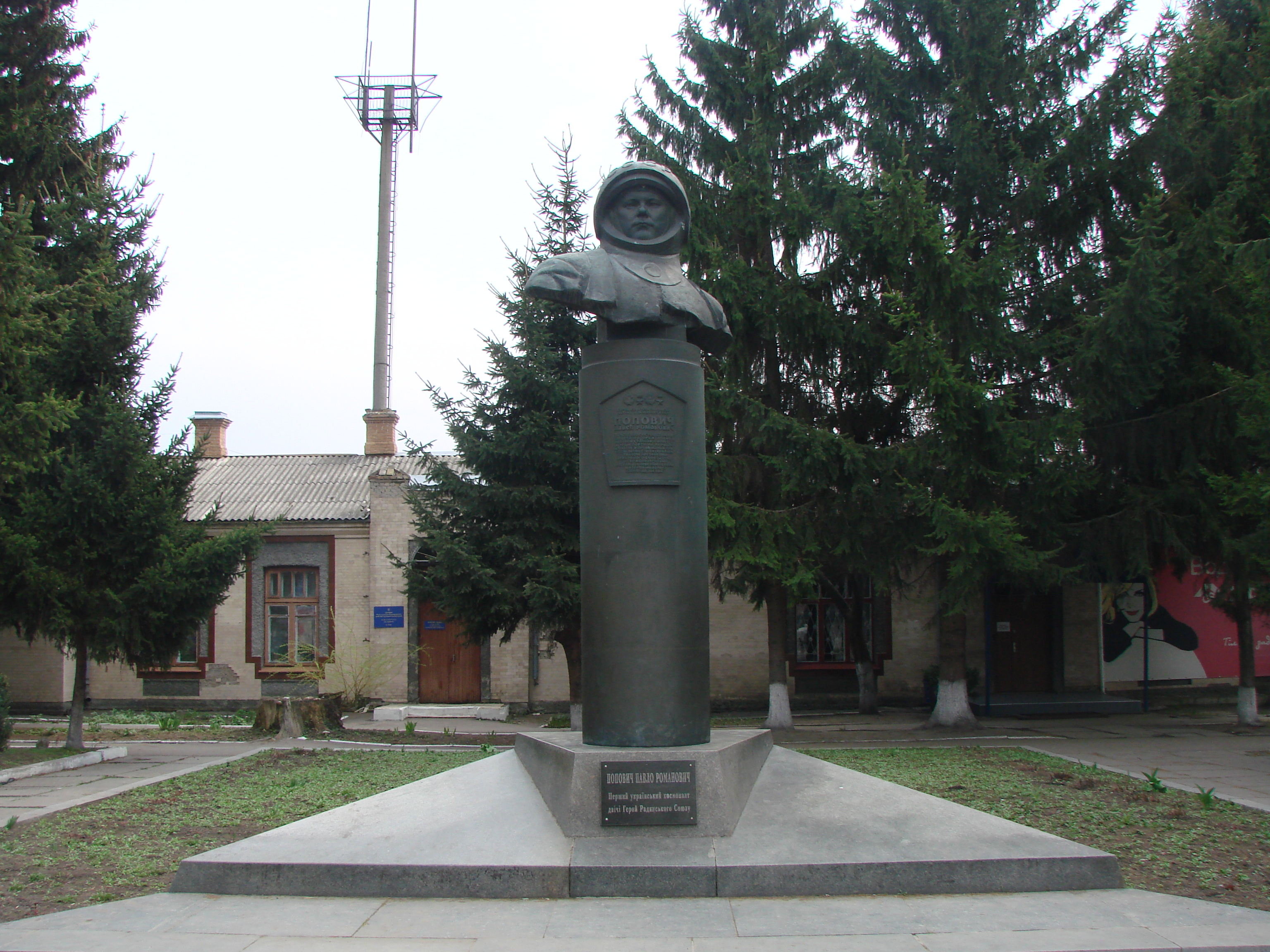
Памятник Павлу Поповичу, Узин

- В 1962 году советский писатель Фёдор Самохин в честь посадки космических кораблей «Восток-3» с космонавтом Андрияном Николаевым и «Восток-4» с космонавтом Павлом Поповичем написал стихотворение «Родные звёзды»[21].
- Подпись Павла Поповича выгравирована на постаменте памятника «Слава покорителям космоса!», сооружённого в 1962 году в посёлке Монино.
- В 1967 году писательница Вера Михайлова написала повесть о детстве Павла Поповича «Жил в Узине мальчишка»[22].
- В 1977 году имя Павла Поповича было присвоено Запорожской детской железной дороге.
- Именем Поповича названы улицы в Киеве[23], белорусском городе Гродно, в украинских городах Узин, Кривой Рог, Торез и Донецк и в российских городах Южно-Сахалинске и Петрозаводске[24].

Титр фильма «Павел Попович. Космический хулиган», 2011 год

- Именем Павла Поповича при жизни названы горный хребет в Антарктиде (хребет Поповича, Земля Королевы Мод, горы Орвин, 71°54′ ю.ш. 9°05′ в.д., хребет открыт и нанесён на карту в 1961 г., название присвоено не позже 1965 г.)[25] и малая планета (8444) Попович (в 1999 году).
- В честь П. Р. Поповича назван купол Поповича (Баренцево море, Земля Франца-Иосифа, остров Ева-Лив)[26].
- На Нижегородской улице Москвы, на доме № 94, в котором работал космонавт в 2001—2009 годах, установлена мемориальная доска, а организация, в которой работал Попович в последние годы жизни, ФГУП «ГозЗемКадастрСъёмка», носит имя Поповича.
- На севере Москвы, на улице 8 Марта именем П. Р. Поповича названа Инженерно-техническая школа[27].
- 5 октября 2010 года в юго-западной части Белоцерковского городского парка культуры и отдыха имени Т. Г. Шевченко был разбит памятный сквер «Пусть помнят о нас сквозь века». Создание памятного сквера было приурочено к 80-летию со дня рождения Поповича[28][29].
- 17 мая 2011 года в юго-западной части Белоцерковского городского парка культуры и отдыха имени Т. Г. Шевченко, в памятном сквере «Пусть помнят о нас сквозь века» по инициативе директора парка Михаила Хоменко был торжественно открыт памятный знак «Героям Космоса», который посвящён подвигу Павла Романовича Поповича[30].
- 29 марта 2010 года дочерью космонавта Оксаной учрежден Фонд космонавта Поповича.

Портрет П. Р. Поповича, Парк покорителей космоса им. Юрия Гагарина

- В 2014 г. именем П. Поповича назван самолёт Airbus A320 (бортовой номер VQ-BST) авиакомпании «Аэрофлот»[31].
- Барельеф-портрет П. Поповича установлен в Парке покорителей космоса им. Юрия Гагарина, открытом 9 апреля 2021 г.
- в городе Магнитогорск именем П.Поповича назван сквер в южной части города

### Фильмы
- «Советским космонавтам слава» — СССР, ЦСДФ, 1962.
- «Павел Попович. Космический хулиган» — Россия, Телестудия Роскосмоса, (2011 год).
- «Разлучённые небом». Первый канал, Студия «Встреча», 2010 г.[32]
- Снялся в клипе на песню «Космос» автора и исполнителя Павла Болоянгова. (2007 год)

### Почтовые марки
Поповичу посвящены почтовые марки:

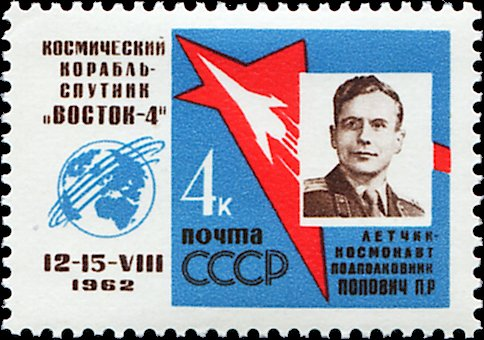
Марка СССР, 1962 год
Почтовый конверт СССР, 1962 год
Почтовый конверт СССР, 1962 год
Почтовый конверт СССР, 1962 год
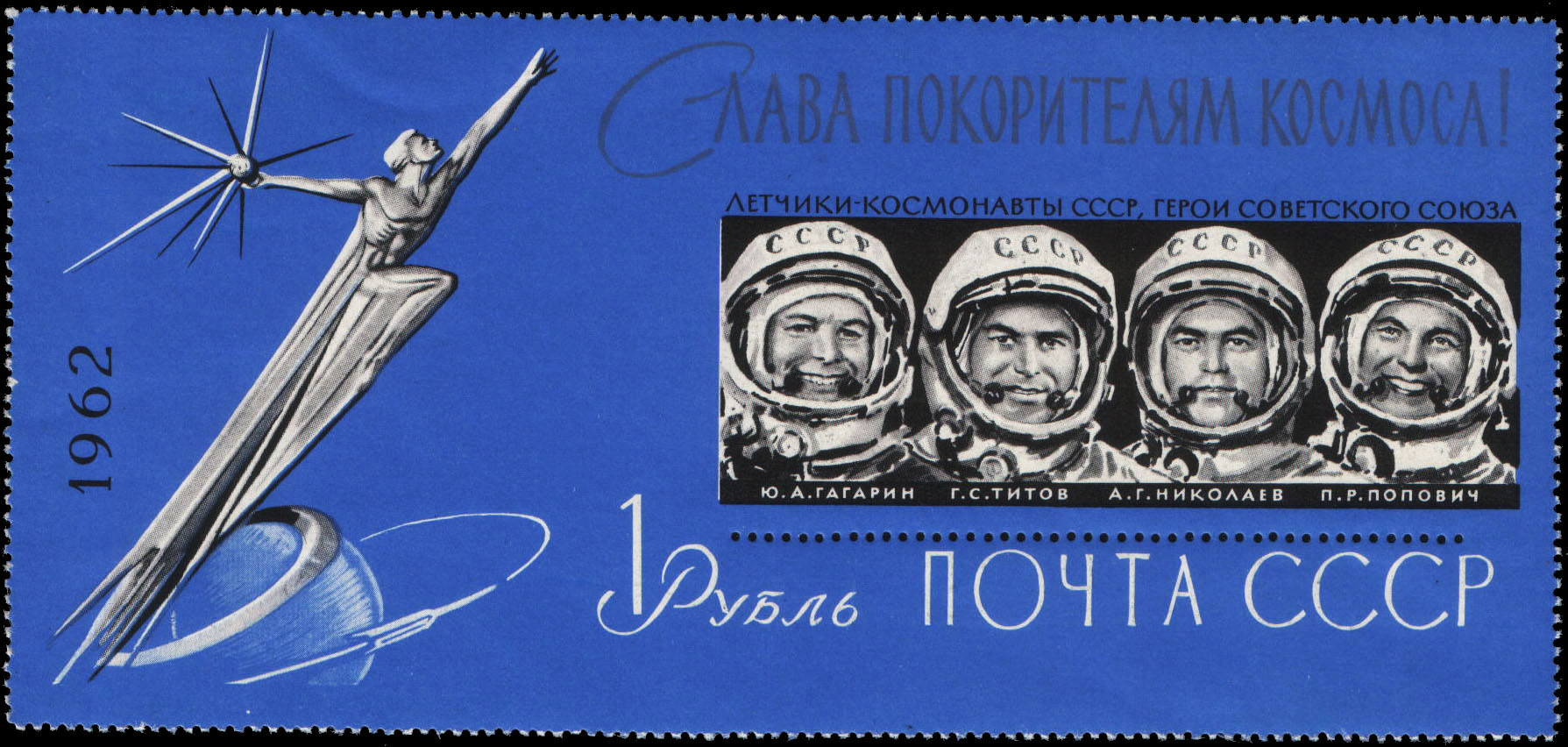
Марка СССР № 2781 ЦФА, 1962 год
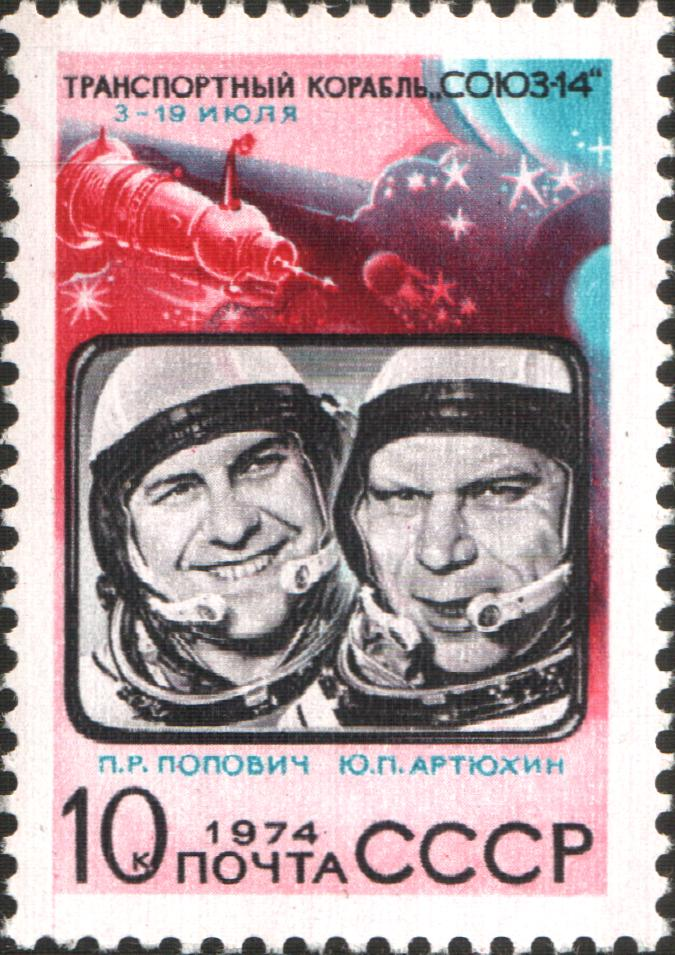
Марка СССР Полёт космического корабля «Союз-14», 1974 год
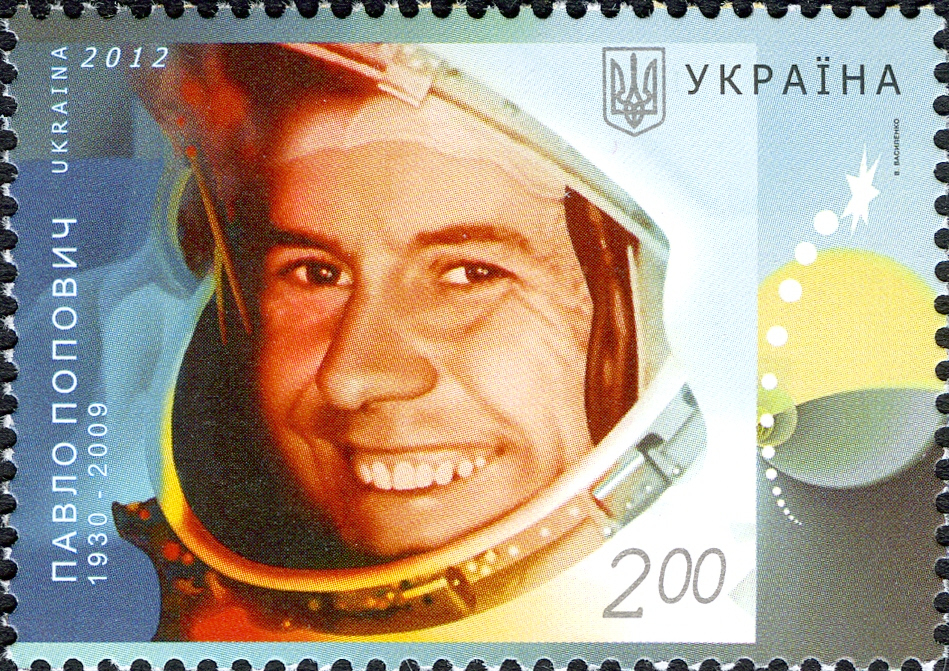
Марка Украины, 2012 год